# Campeonato Asiático de Atletismo de 2023 - Revezamento 4x400 m misto
A prova dos 4 x 400 metros estafetas misto do Campeonato Asiático de Atletismo de 2023 foi disputada no dia 15 de julho de 2023, no Estádio Nacional, em Banguecoque, na Tailândia.

## Recordes
Antes desta competição, os recordes mundiais e do campeonato nesta prova eram os seguintes:
|                       | Nome                                                                | Nacionalidade  | Tempo     | Local | Data                   |
| --------------------- | ------------------------------------------------------------------- | -------------- | --------- | ----- | ---------------------- |
| Recorde mundial       | Wilbert London, Allyson Felix Courtney Okolo, Michael Cherry        | Estados Unidos | 3m 09s 54 | Doha  | 29 de setembro de 2019 |
| Recorde do campeonato | Musa Isah, Aminat Yusuf Jamal Salwa Eid Naser, Abbas Abubakar Abbas | Bahrein        | 3m 15s 75 | Doha  | 23 de abril de 2019    |
| Recorde asiático      | Musa Isah, Aminat Jamal Salwa Eid Naser, Abbas Abubakar Abbas       | Bahrein        | 3m 11s 82 | Doha  | 29 de setembro de 2019 |

Os seguintes recordes foram estabelecidos durante esta competição:
| Data        | Evento | Atletas                                                              | Nacionalidade | Tempo     | Notas                 |
| ----------- | ------ | -------------------------------------------------------------------- | ------------- | --------- | --------------------- |
| 15 de julho | Final  | Rajesh Ramesh, Aishwarya Kailash Mishra Amoj Jacob, Subha Venkatesan | Índia         | 3m 14s 70 | Recorde do campeonato |

## Medalhistas
| Ouro                                                                             | Prata                                                                                       | Bronze                                                                  |
| Índia · Rajesh Ramesh · Aishwarya Kailash Mishra · Amoj Jacob · Subha Venkatesan | Sri Lanka · Aruna Dharshana · Tharushi Dissanayaka · Kalinga Kumarage · Nadeesha Ramanayaka | Japão · Kenki Imaizumi · Haruna Kuboyama · Fuga Sato · Nanako Matsumoto |

## Cronograma
Todos os horários são locais (UTC+7)
| Data        | Hora  | Evento |
| ----------- | ----- | ------ |
| 15 de julho | 18:30 | Final  |

## Resultado final
A final ocorreu no dia 15 de julho às 18:30.
| Posição           | Raia | Nacionalidade | Atletas                                                                      | Tempo   | Notas            |
| ----------------- | ---- | ------------- | ---------------------------------------------------------------------------- | ------- | ---------------- |
| Medalha de ouro   | 7    | Índia         | Rajesh Ramesh, Aishwarya Kailash Mishra, Amoj Jacob, Subha Venkatesan        | 3:14.70 | ,                |
| Medalha de prata  | 4    | Sri Lanka     | Aruna Dharshana, Tharushi Dissanayaka, Kalinga Kumarage, Nadeesha Ramanayaka | 3:15.41 | Recorde nacional |
| Medalha de bronze | 2    | Japão         | Kenki Imaizumi, Haruna Kuboyama, Fuga Sato, Nanako Matsumoto                 | 3:15.71 | Recorde nacional |
| 4                 | 8    | Vietname      | Hoàng Trần Nhật, Nguyễn Thị Hằng, Trần Định Sơn, Hoàng Thị Minh Hành         | 3:20.72 |                  |
| 5                 | 6    | Tailândia     | Sarawut Nuansri, Arisa Weruwanarak, Joshua Atkinson, Benny Nontanam          | 3:22.20 |                  |
| 6                 | 5    | Filipinas     | Frederick Ramirez, Jessel Lumapas, Michael Del Prado, Maureen Schrijvers     | 3:22.53 |                  |
| 7                 | 3    | Cazaquistão   | Andrey Sokolov, Adelina Zems, Yefim Tarassov, Alexandra Zalyubovskaya        | 3:27.84 |                  |

Legenda
| Recorde mundial       | Recorde mundial (World record)               |                       | Recorde africano                      | Recorde africano (African) |                                           | Q | Classificado por posição (Qualified) |
| Recorde do campeonato | Recorde do campeonato (Championship record)  | Recorde da América    | Recorde da América (Americas)         | q                          | Classificado por melhor tempo (Qualified) |   |                                      |
| Melhor marca do ano   | Melhor marca do ano (World leading)          | Recorde asiático      | Recorde asiático (Asian)              | DNS                        | Não largou (Did not start)                |   |                                      |
| Recorde nacional      | Recorde nacional (National record)           | Recorde europeu       | Recorde europeu (European)            | DNF                        | Não terminou (Did not finish)             |   |                                      |
| Recorde pessoal       | Recorde pessoal do atleta (Personal best)    | Recorde da Oceania    | Recorde da Oceania (Oceania)          | DSQ / DQ                   | Desclassificado (Disqualified)            |   |                                      |
| Recorde da temporada  | Recorde da temporada do atleta (Season best) | Recorde sul-americano | Recorde sul-americano (South America) | NM                         | Sem marca (No mark)                       |   |                                      |